# میتسوبیشی کمیکال

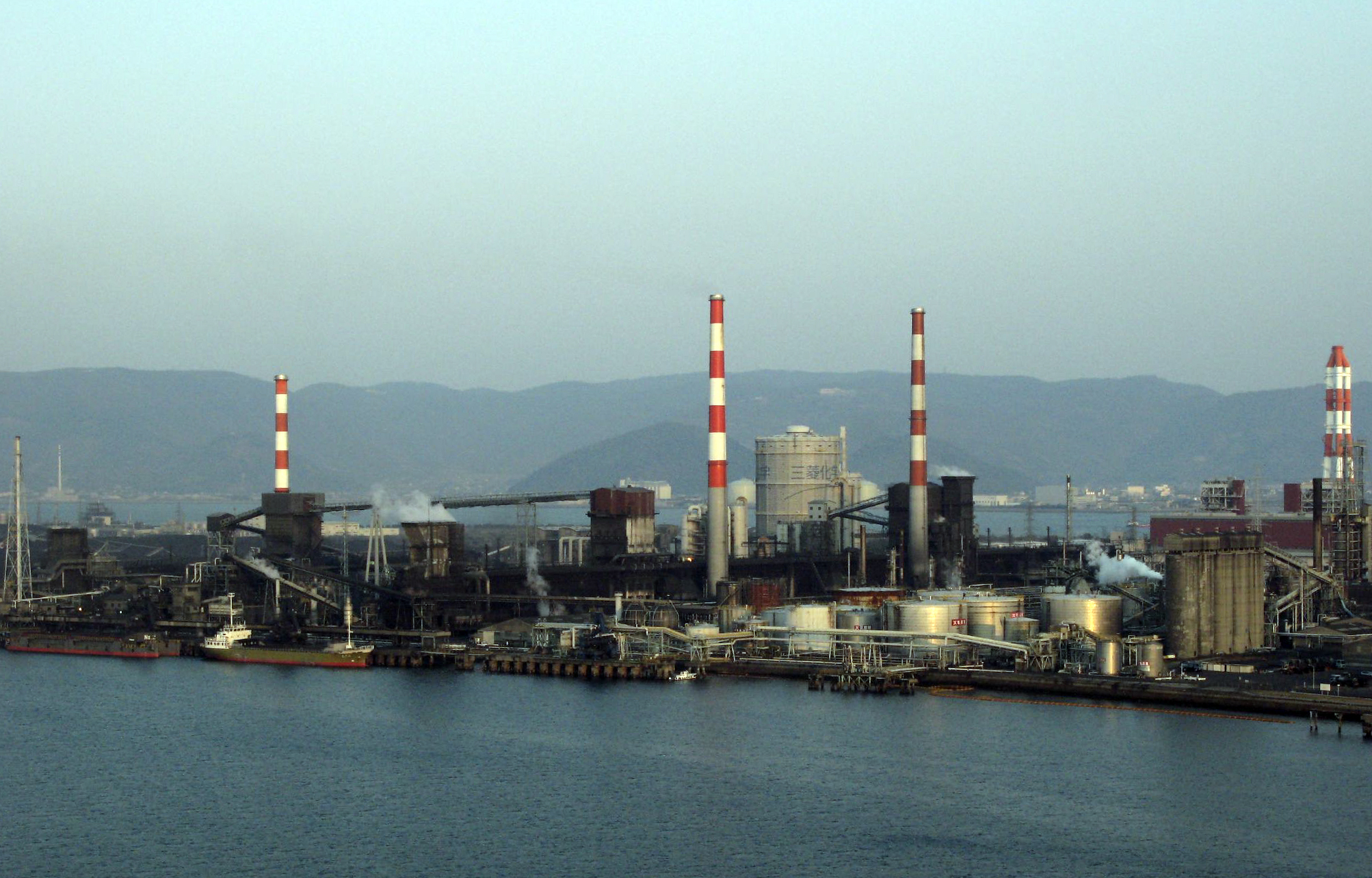
کارخانه میتسوبیشی کمیکال، در ساکایده، کاگاوا

میتسوبیشی کمیکال (به ژاپنی: 株式会社三菱ケミカルホールディングス) شرکت صنایع شیمیایی و داروسازی ژاپنی است، که هم‌اکنون به‌عنوان بزرگترین تولیدکننده مواد شیمیایی در ژاپن شناخته می‌شود.
شرکت میتسوبیشی کمیکال در سال ۲۰۰۵ از ادغام شرکت‌های میتسوبیشی کمیکال کورپوریشن و میتسوبیشی فارما کورپوریشن راه‌اندازی شد و اکنون نهمین تولیدکننده محصولات شیمیایی جهان می‌باشد.
دفتر مرکزی این شرکت در شهر چیودا، توکیو، ژاپن قرار دارد و بخشی از سهام آن در بازارهای بورس توکیو و بورس اوساکا معامله می‌شود.